# Mường Báng
Mường Báng là một xã thuộc huyện Tủa Chùa, tỉnh Điện Biên, Việt Nam.

## Địa lý
Xã Mường Báng nằm ở phía nam huyện Tủa Chùa, có vị trí địa lý:
- Phía đông giáp xã Xá Nhè
- Phía tây giáp huyện Mường Chà
- Phía nam giáp huyện Tuần Giáo
- Phía bắc giáp thị trấn Tủa Chùa và xã Sính Phình.

Xã Mường Báng có diện tích 56,30 km², dân số là 5.756 người, mật độ dân số đạt 102 người/km².

## Hành chính
Xã Mường Báng được chia thành 3 đội: 5, 6, 10 và 10 thôn: Đông Phi, Háng Tơ Mang, Háng Trở, Kẻ Cải, Nà Áng, Phiêng Bung, Pú Ôn, Sung Ún, Từ Ngài 1, Từ Ngài 2.

## Lịch sử
Sau năm 1975, Mường Báng là một xã thuộc huyện Tuần Giáo.
Ngày 15 tháng 12 năm 1977, xã Mường Báng được về huyện Tủa Chùa quản lý.
Ngày 2 tháng 1 năm 1989, thành lập thị trấn Tủa Chùa trên cơ sở tách 215 ha diện tích tự nhiên và 1.835 người của xã Mường Báng (gồm bản Cáp và bản Quỳnh Giáo).
Ngày 21 tháng 11 năm 2019, Ủy ban thường vụ Quốc hội ban hành Nghị quyết 815/NQ-UBTVQH14 về việc sắp xếp các đơn vị hành chính cấp huyện, cấp xã thuộc tỉnh Điện Biên (nghị quyết có hiệu lực từ ngày 1 tháng 1 năm 2020). Theo đó, sáp nhập 11,91 km² diện tích tự nhiên và 4.255 người, gồm 14 thôn: Đội 1, Đội 2, Đội 3, Đội 4, Bản Ten, Bản Sẳng, Bản Én, Đội 7, Đội 8, Đội 9, Huổi Lực 1, Huổi Lực 2, Huổi Lếch, Đông Phi 2 và 12 hộ với 48 khẩu của Đội 10, 21 hộ với 105 khẩu của thôn Sông Ún của xã Mường Báng vào thị trấn Tủa Chùa.
Xã Mường Báng còn lại 56,29 km² diện tích tự nhiên và 5.049 người.
Ngày 6 tháng 12 năm 2019, HĐND tỉnh Điện Biên ban hành Nghị quyết số 148/NQ-HĐND về việc:
- Sáp nhập Đội 4 vào Bản Sẳng.
- Thành lập trên cơ sở Bản Báng trên cơ sở Đội 1 và Bản Én.
- Thành lập thôn Huổi Lực trên cơ sở thôn Huổi Lực I và thôn Huổi Lực II.
- Thành lập Bản Bó trên cơ sở Đội 8 và Đội 9.
- Thành lập thôn Háng Tơ Mang trên cơ sở thôn Háng Tơ Mang 1 và thôn Háng Tơ Mang 2.
- Thành lập thôn Háng Trở trên cơ sở thôn Háng Trở 1 và thôn Háng Trở 2.

Ngày 27 tháng 4 năm 2021, UBND tỉnh Điện Biên ban hành Nghị quyết số 219/NQ-HĐND về việc đổi tên thôn Đông Phi 1 thành thôn Đông Phi.